# Kristensocialisme
Kristensocialismen er en syntetisering af det kristne livs- og menneskesyn med socialismen.
Betegnelserne kristensocialister og kristensocialismen referer ofte til dem på den kristne venstrefløj, hvis politik er både kristen og socialistisk og som ser disse to ting som værende indbyrdes forbundet. Bredt forstået, kan denne kategori inkludere befrielsesteologi og det sociale evangeliums lære. Begreberne bruges i denne sammenhæng af organisationer som Kristen-Socialisterne, et kristent dansk parti. Begreberne indbefatter fortidens skikkelser som nittende århundredes forfatter Frederick Denison Maurice (The Kingdom of Christ, 1838) og Francis Bellamy — Baptistpræst og forfatter til USAs Pledge of Allegiance.
En del kristne socialistiske bevægelser og politiske partier rundt om i verden grupperer sig i Internationalt Forbund af Religiøse Socialister. Det har medlemsorganisationer i 21 lande og repræsenterer 200,000 medlemmer.